# Presse au Maroc
Cet article présente un panorama de la presse au Maroc.

## Histoire de la presse au Maroc

### Les premiers supports
Le premier support de presse exclusivement destiné au Maroc est l’œuvre de l'Anglais Abraham Lévy-Cohen qui fonde en 1883 Le réveil du Maroc, journal hebdomadaire à destination de la communauté juive francophone du royaume . L’Allemagne crée à la fin du XIXe siècle Le commerce au Maroc, un journal destiné aux Européens désireux de s'enrichir au Maroc.
Le sultan Moulay Hassan fonde un bureau de presse autour de 1890. Ce service, qui continue de fonctionner sous Moulay Abdelaziz et Moulay Abdelhafid, est chargé d’éplucher et de traduire tous les articles qui concernent le Maroc. Au nord du Royaume commencent aussi à paraître les premiers titres arabophones, tel que le périodique Al Maghrib datant de 1889 et premier journal périodique marocain et arabophone de l'Histoire du Maroc moderne. C'est la France, dans un but de propagande pro-française, qui va introduire et habituer le public marocain à la lecture de la presse au début du XXe siècle avec des titres francophones ou arabophones comme Es-Saâda (La Félicité) ou La Dépêche marocaine.
Le Maroc essaie timidement de faire contrepoids avec, à partir de février 1907, la parution du journal « marocain », Lissan-ul-Maghreb, peut être considéré comme le premier organe de presse officielle du royaume.
C'est au cours du protectorat que le Maroc développe les premiers journaux avec les revendications nationalistes :
- 1932 : création de la revue Maghreb ;
- 1937 : autorisation de Al-Atlas (dans la mouvance de Allal El Fassi), Al-Maghrib ou encore Al-Amal.

### Influences internationales
La France reste influente au Maroc même après le protectorat avec le groupe de presse Mas (du nom de son patron, Pierre Mas) : Le Petit Marocain (prédécesseur du Matin), L’Écho du Maroc, La Vigie marocaine et Le Courrier du Maroc sont interdits de publication en 1971. Toutefois certains journaux existent de nouveaux sous format électronique, comme La Vigie Marocaine.
Aujourd'hui encore la presse francophone marocaine indépendante reste proche de ses confrères français comme en témoigne, par exemple le partenariat éditorial entre le pure player marocain Le Desk et Mediapart en France

### Années 1990 et 2000
À partir des années 1990, et malgré les restrictions à la liberté d’expression, la presse non affiliée à des partis politiques voit le jour. Elle est dite indépendante. Elle permet d'aborder des questions jadis taboues comme les questions liées à la monarchie, aux libertés, à la religion, au corps.

### Période récente
Depuis quelques années, une combinaison de pression de l’État, qui ne supporte pas d’être critiqué, et de graves problèmes financiers ont engendré une dégradation progressive de la qualité du journalisme. De manière générale, il est difficile d'avoir des informations fiables et de qualité au Maroc sur l'activité économique et politique.
Ainsi, pour l'historien français Pierre Vermeren « tout titre de presse qui ne consent pas à passer les messages du pouvoir, à faire en sorte de bénéficier des annonces des entreprises publiques ou amies qui lui permettent de vivre, ou qui aurait l’impudence de critiquer les fameuses « lignes rouges » définies par le régime - la famille royale et ses proches, l’islam, le régime politique et l’intégrité territoriale - entre dans des difficultés économiques insurmontables ».
Vermeren avance également que la police politique est parvenue à contrôler les sites marocains d’informations en ligne, ayant ainsi la capacité de lancer des campagnes de diffamation contre ses adversaires. Celles-ci concernent souvent des affaires de mœurs réelles ou inventées,.
Face à cette situation, en juillet 2020, 110 journalistes se mobilisent contre les « médias de diffamation » et appellent le Conseil national de la presse à prendre des « sanctions disciplinaires » contre ceux qui violent le code de déontologie.
Cette dégradation de la qualité de la presse n'est pas seulement politique.
Elle a aussi lieu pour des raisons économiques. Les marocains s'abonnent peu aux journaux de qualité. La presse subit le diktat des annonceurs publicitaires et de la recherche du clic, souvent au détriment de la fiabilité et de la qualité de l'information.
D'après le chercheur et ex-rédacteur en chef de L'Économiste, Mohamed Benabid, près de 88 % des entreprises de presse électronique et de presse écrite au Maroc affichent un résultat d’exploitation négatif ou nul. Au total, environ 98 % enregistrent une marge brute négative ou nulle, selon une analyse des données liminaires sur le secteur en 2016 et 2017. Cette précarité économique reflète la fragilité structurelle du secteur et soulève de sérieuses inquiétudes quant à la pluralité et à l’indépendance des médias au Maroc.
Selon ces données, le modèle économique des médias marocains, qu’ils soient imprimés ou numériques, est en crise profonde. La plupart des structures sont sous-capitalisées et peinent à générer des revenus suffisants pour couvrir leurs coûts. 
Cette situation met également en lumière les effets pervers d’un environnement économique où la dépendance à la publicité et à la recherche de trafic en ligne exacerbe les dérives éditoriales, au détriment de la qualité journalistique. 
Selon Benabid, « les médias toutes catégories confondues se sont un peu éloignés de leurs audiences, voire se sont institutionnalisés pour une grande partie d'entre eux ». Ce constat souligne la nécessité pour les médias marocains de se reconnecter à leurs publics afin de répondre aux attentes d’une audience en mutation.
En 2023, le classement sur la liberté de la presse de RSF place le Maroc à la 144e place sur 180.

## Statistiques de diffusion
Les principaux titres de presse selon l'OJD Maroc sont les suivants :

### Quotidiens
| Titre                | Diffusion totale | Diffusion totale | Langue   |
| Titre                | 2014             | 2017             | Langue   |
| -------------------- | ---------------- | ---------------- | -------- |
| Alakhbar             | 64 625           | 37 320           | Arabe    |
| Assabah              | 45 538           | 28 928           | Arabe    |
| Al Massae            | 75 064           | 27 432           | Arabe    |
| Akhbar Al Youm       | 20 006           | 14 436           | Arabe    |
| Le Matin             | 20 947           | 20 215           | Français |
| L'Économiste         | 18 123           | 14 949           | Français |
| L'Opinion            | 12 037           | 10 227           | Français |
| Les Inspirations éco | 6 645            | 8 621            | Français |

### Autres périodicités
| Titre                  | Diffusion totale | Diffusion totale | Langue | Périodicité     |
| Titre                  | 2014             | 2017             | Langue | Périodicité     |
| ---------------------- | ---------------- | ---------------- | ------ | --------------- |
| Lalla Fatema           | 35 998           |                  | ar     | Mensuel         |
| Nesma                  | 24 957           |                  | ar     | Mensuel         |
| La Vie éco             | 14 808           | 17 497           | fr     | Hebdomadaire    |
| Flash Economie         | 10 500           |                  | fr     | Hebdomadaire    |
| Plurielle magazine (*) | 20 035           | 16 964           | fr     | Mensuel         |
| Al Mountakhab          | 15 734           |                  | ar     | Bi-hebdomadaire |
| Nissae Min Al Maghrib  | 12 882           | 7 367            | ar     | Mensuel         |

## Principaux titres

### Presse électronique
Cette section ne présente que les pure player web et ne liste pas les versions web de journaux papiers (lnt.ma, le matin.ma, etc.)
| Titre              | Genre                                | Langue                                 |
| ------------------ | ------------------------------------ | -------------------------------------- |
| Mountakhab.net     | Information - actualité sportive     | Francophone, Anglophone et Arabophone  |
| FreeNews.ma        | information - actualité              | Francophone                            |
| SNRTNews.com       | information - actualité              | Francophone et arabophone              |
| Le360.ma           | information - actualité              | Francophone et arabophone              |
| Article19.ma       | information - actualité              | Francophone                            |
| infomediaire.net   | information - actualité              | Francophone                            |
| Hespress           | information - actualité              | Francophone, arabophone, et anglophone |
| Médias 24          | Information économique et financière | Francophone                            |
| Morocco World News | Maroc - International                | Anglophone                             |
| LeSiteInfo.com     | information - actualité              | Francophone et arabophone              |
| kifache.com        | information - actualité              | Arabophone                             |
| H24info.ma         | information - actualité              | Francophone                            |
| Lebrief.ma         | information - actualité              | Francophone                            |
| Bladi.net          | information - marocains du monde     | Francophone                            |
| Yabiladi.com       | information - marocains du monde     | Francophone, arabophone, et anglophone |
| alayam24.com       | information - actualité              | Arabophone                             |
| ihata.ma           | information - actualité              | Arabophone                             |
| Le Desk            | information - investigation          | Francophone et arabophone              |
| madar21.com        | information                          | Arabophone                             |
| Goud.ma            | information                          | Darija (Arabe marocain)                |
| bladna24.ma        | information                          | Arabophone                             |
| weafrica24.com     | information                          | Anglophone                             |

### Presse écrite quotidienne

#### Quotidiens francophones
- Al Bayane
- Aujourd'hui le Maroc
- L'Économiste
- Le Matin
- Les Inspirations éco (ex-Les Échos Quotidien)
- Libération (Journal francophone de l'USFP)
- L'Opinion (Affilié au parti de l'Istiqlal)

#### Quotidiens arabophones
- Akhbar Al Youm (fermé en avril 2021)[17]
- Al Islah
- Al Sahra Al Maghribiya
- Al Ahdath Al Maghribia
- Al Alam
- Al Balagh Al Maghribi
- Al Ittihad al Ichtiraki (Journal arabophone de l'USFP)
- Al Jarida AlOula
- Al Massae
- Al Moharrir
- Annahar Al Maghribia
- Assabah
- Attajdid (1993-2017)
- Bayane Al Yaoume
- Al Massaiyya
- Al Sabahiyya
- Sahifat Annass
- Al Akhbar
- Al Khabar
- Rissalat Al Oumma
- Tangier Times[18]

### Presse écrite hebdomadaire

#### Hebdomadaires francophones
- Flash économie (Journal des annonces légales)
- L'écopress.com
- Challenge Hebdo
- Economia
- Finances News Hebdo
- La Nouvelle Tribune
- La Vérité
- La Vie Éco

- Le Canard Libéré
- Le Journal de Tanger
- Le Temps
- Le Reporter
- Maroc Hebdo International
- Telquel
- L'Observateur du Maroc
- Sport Hebdo
- EcoPlus (hebdomadaire économique, édité par le Groupe Maroc Soir -GMS-)

#### Hebdomadaires arabophones
- Alamriyadi
- Al Ayam
- Al Mountakhab
- Annoukhba
- Sahafat Alyawm
- Chaoui Press
- Almijhar assiassi
- Al Michaal
- Alousboue Assahafi

### Mensuels francophones[19]
- Maroc Diplomatique
- Version Homme
- Économie & Entreprise
- Autonews
- Perspectives Med
- Golf du Maroc

### Groupes de presse
- Groupe Compad
- Al Massae Média
- Casters-Lambert Média
- Devocean
- Éditions de la Gazette
- Éditions Lilas
- Groupe Geomédia
- Groupe Caractères
- Groupe Eco-Médias
- Groupe Telquel
- Groupe Maroc Soir
- Success Publications
- Imperial of Média
- Groupe Compad
- Neomedias

### Presse écrite disparue
- Actuel (2009-2013), hebdomadaire généraliste francophone
- Al Massae Arriadi[20]
- Aoual[20]
- La Gazette du Maroc
- Le Journal hebdomadaire
- Médina Maroc Magazine (1999-2009), périodique culturel francophone, au départ trimestriel puis bimestriel
- Nichane
- Les Nouvelles du Nord (1992-2009)
- La Dépêche
- Puce[20]